# مورغينبيرغورن
مورغينبيرغورن (بالإنجليزية: Morgenberghorn)‏ هو أحد جبال سلسلة جبال الألب البرنية ويقع في كانتون برن في سويسرا. يحتل المرتبة رقم 354 في قائمة جبال سويسرا من حيث الارتفاع، إذ يبلغ ارتفاعه حوالي 2249 متر، بينما يبلغ ارتفاع نتوء الجبل 370 متر.